# Kaljo Raid
Kaljo Raid (ur. 4 marca 1921 w Tallinnie, zm. 21 stycznia 2005 w Richmond Hill, Ontario) – estoński kompozytor i 

wiolonczelista.

## Życiorys
Ukończył Konserwatorium w Tallinnie w 1944 w klasie kompozycji Heino Ellera, wiolonczeli w klasie Augusta Karjusa oraz dyrygentury orkiestralnej u Olava Rootsa. W czasie studiów, w latach 1938–1941, grał na wiolonczeli w orkiestrze Teatru Estonia, a latach 1942–1944 w State Broadcast Symphony Orchestra.
W 1944 uciekł do Szwecji i w latach 1945–1946 studiował na Uniwersytecie w Sztokholmie. Następnie wyjechał do Stanów Zjednoczonych, gdzie studiował teologię od 1946 do 1949. Pracował jako nauczyciel muzyki, a od 1954 jako pastor w Toronto.

## Wybrane kompozycje
( na podstawie materiałów źródłowych)
- 2 utwory na orkiestrę smyczkową, 1941
- Wariacje na orkiestrę symfoniczną, 1942
- Kwartet smyczkowy, 1942
- I symfonia c-moll, 1944
- II symfonia Stockholm Symphony, 1946
- Trio na skrzypce, wiolonczelę i kontrabas, 1947
- XX sajandi Hamlet (A 20th Century Hamlet), prolog symfoniczny, 1948
- Kwartet smyczkowy, 1953
- Tulised vankrid, opera, 1953
- III symfonia Traditional, 1995
- Tulised vankrid (Fiery Chariots), opera, 1996
- IV symfonia Postmodern, 1997